# Червень 2020
Червень 2020 — шостий місяць 2020 року, що розпочався у понеділок 1 червня та закінчився у вівторок 30 червня.

## Події
- 1 червня
  - Заворушення в США: У Вашингтоні та ще чотирьох десятках великих міст США оголошено комендантську годину у зв'язку із заворушеннями, що спалахнули після загибелі в Міннеаполісі чорношкірого чоловіка під час затримання поліцією[1].
  - Сейсмічність України: В Івано-Франківській області сталося два землетруси з епіцентром в районі м. Долина магнітудою 3,2 та 2,7 бала відповідно. Постраждалих немає[2].
- 2 червня
  - В Одесі на ринку «Сьомий кілометр» сталася стрілянина. Двоє людей постраждало, затримано 10 осіб[3].
- 3 червня
  - Президент Білорусі Олександр Лукашенко ухвалив рішення про відставку уряду країни; новим прем'єр-міністром призначено Романа Головченка[4].
  - У Російській Федерації на 6-й день найбільшої катастрофи в історії Арктики, витоку 29 травня в Норильську понад 20 тис. тонн дизельного палива, оголошена надзвичайна ситуація федерального масштабу. Слідчий комітет РФ порушив кримінальну справу проти Рината Ахметчина.[5]
- 4 червня
  - В Індії потужний тропічний циклон Нісарга уніс життя 6 людей та завдав великих економічних збитків[6].
  - У Павлограді на Дніпровщині було викрито банду поліцейських, яку організував керівник місцевого відділку поліції Дмитро Сердюк[7].
- 5 червня
  - Півтіньове місячне затемнення, Сарос 111, яке було видно в Європі, Африці, Азії та Австралії[8].
- 9 червня
  - Релігійні війни в Нігерії: у результаті бійні в Губіо загинула щонайменше 81 людина[9].
- 10 червня
  - У Швеції оголосили результати розслідування убивства прем'єр-міністра Улофа Пальме, яке сталося 34 роки тому[10].
- 12 червня
  - Україна стала членом Програми розширених можливостей НАТО[11].
- 13 червня
  - Релігійні війни в Нігерії: у результаті террористичного нападу на населені пункти Монгуно та Нганзай загинуло понад 60 людей[12].
- 14 червня
  - У Туреччині стався землетрус магнітудою 5,9 бала[13].
- 18 червня
  - Кенію, Індію, Мексику, Ірландію та Норвегію було обрано непостійними членами Ради Безпеки ООН з 2021 року[14].
  - У Новій Зеландії стався землетрус магнітудою 7,4 бала[15].
- 21 червня
  - Кільцеве сонячне затемнення, повну фазу якого було видно в Центральної Африки та Азії[16].
  - На параментських виборах у Сербії[en] більшість здобула пропрезидентська коаліція на чолі з Сербською прогресивною партією, опозиція бойкотувала вибори[17].
- 23 червня
  - На Заході України стався паводок, підтоплені майже 200 населених пунктів в трьох областях[18].
  - Громадянська війна в Ємені: єменські хусити за допомогою безпілотників здійснили спробу атакувати декілька об'єктів у Саудівській Аравії[19].
  - У Мексиці стався землетрус біля Оахака-де-Хуарес магнітудою 7,7 бала[20].
- 25 червня
  - Сергія Шкарлета, раніше пійманого на плагіаті і любові до елітних авто, обрали міністром освіти України[21].
- 26 червня
  - Чемпіонат Англії з футболу 2019—2020: Прем'єр-ліга: клуб «Ліверпуль» (головний тренер Юрген Клопп) виграв англійську першість вперше за 30 років[22].
- 27 червня
  - Чинний Президент Ісландії Гвюдні Йоуганнессон переобраний[en] на другий термін[23].
- 28 червня
  - Пандемія коронавірусної хвороби 2019: кількість інфікованих у світі перевищила 10 мільйонів[24].
  - Вибори Президента Польщі 2020: діючий президент Польщі Анджей Дуда виграє перший тур голосування. У другому турі він буде змагатися з Рафалом Тшасковським[25].
  - Судан повідомляє, про затримання 122 своїх громадян, у тому числі вісьмох дітей, які прямували до сусідньої Лівії, щоб воювати як «найманці». Міністр закордонних справ Судану Асма Мохамед Абдалла відповіла: «Ми не можемо втручатися в конфлікт у будь-якій сусідній країні»[26].
- 29 червня
  - Терористична атака на будівлю Пакистанської фондової біржі в Карачі; загинуло щонайменше семеро людей[27].
  - Іран видає ордер на арешт президента США Дональда Трампа і просить Інтерпол про допомогу. Прокурор Тегерану Алі Алькасімех звинувачує Трампа та ще 30 осіб у «в убивстві та тероризмі» за вбивство Касема Сулеймані в січні[28].
  - США офіційно скасовує особливий торговий статус Гонконгу;наразі ця територія вважається рівнозначною материковому Китаю[29].
  - Міністерство інформаційних технологій Індії блокує 59 китайських додатків, включаючи додаток TikTok для відеообміну, посилаючись на проблеми безпеки та конфіденційності. Заборони виникають у міру зростання напруженості між двома країнами внаслідок останніх сутичок на кордоні[30].
- 30 червня
  - Китай приймає суперечливий закон про національну безпеку Гонконгу[31].
  - Політична партія «Demosistō» громадського активіста Джошуа Вонга розпущена після прийняття закону. Вонг закликає міжнародне співтовариство продовжувати «говорити з людьми Гонконгу»[32].
  - Демонстрації спалахнули в Аддис-Абеба, Ефіопія, після вбивства співака Хачалу Гундесса[33].
  - Суд в Ірані засудив колишнього журналіста та активіста Рухолла Зама до смерті за розпалювання антиурядових заворушень наприкінці 2017 року в соціальних мережах[34].
  - Поліція міста Ватикану здійснила рейд на відділ, який відповідає за утримання та реставрацію базиліки Святого Петра. Рейд проводився через підозру у корупції при укладанні будівельних контрактів[35].
  - Міністр оборони Німеччини Аннеґрет Крамп-Карренбауер розпоряджається «частковим розпуском» елітних військ країни Kommando Spezialkräfte (КСК). Спецпідрозділ підозрюють у зв'язках з ультраправими. За словами міністра оборони, КСК також має «токсичну культуру лідерства»[36].